# Friedel Rausch
Friedel Rausch (27. února 1940, Duisburg - 18. listopadu 2017, Horw) byl německý fotbalista, obránce. Po skončení aktivní kariéry působil jako trenér. V roce 1980 Pohár UEFA s Eintrachtem Frankfurt vyhrál.

## Fotbalová kariéra
Začínal v Fußball-Oberliga West v týmu Meidericher SV, nastoupil ve 136 ligových utkáních a dal 3 góly. V německé bundeslize hrál za FC Schalke 04, nastoupil ve 170 bundesligových utkáních, ve kterých vstřelil 6 gólů. V Poháru vítězů pohárů nastoupil ve 4 utkáních.

## Ligová bilance
| Ročník                                 | Zápasy | Góly | Klub           |
| -------------------------------------- | ------ | ---- | -------------- |
| Fußball-Oberliga West 1958/1959        | 26     | 0    | Meidericher SV |
| Fußball-Oberliga West 1959/1960        | 30     | 0    | Meidericher SV |
| Fußball-Oberliga West 1960/1961        | 30     | 2    | Meidericher SV |
| Fußball-Oberliga West 1961/1962        | 25     | 0    | Meidericher SV |
| Fußball-Oberliga West 1962/1963        | 25     | 1    | Meidericher SV |
| Německá fotbalová Bundesliga 1963/1964 | 10     | 1    | FC Schalke 04  |
| Německá fotbalová Bundesliga 1964/1965 | 22     | 0    | FC Schalke 04  |
| Německá fotbalová Bundesliga 1965/1966 | 33     | 1    | FC Schalke 04  |
| Německá fotbalová Bundesliga 1966/1967 | 25     | 0    | FC Schalke 04  |
| Německá fotbalová Bundesliga 1967/1968 | 24     | 2    | FC Schalke 04  |
| Německá fotbalová Bundesliga 1968/1969 | 24     | 2    | FC Schalke 04  |
| Německá fotbalová Bundesliga 1969/1970 | 20     | 0    | FC Schalke 04  |
| Německá fotbalová Bundesliga 1970/1971 | 9      | 0    | FC Schalke 04  |
| CELKEM Německá fotbalová Bundesliga    | 170    | 6    |                |
| CELKEM Fußball-Oberliga West           | 136    | 3    |                |

## Trenérská kariéra
V roce 1980 Pohár UEFA s Eintrachtem Frankfurt vyhrál.